# Deutz A 12 M 319

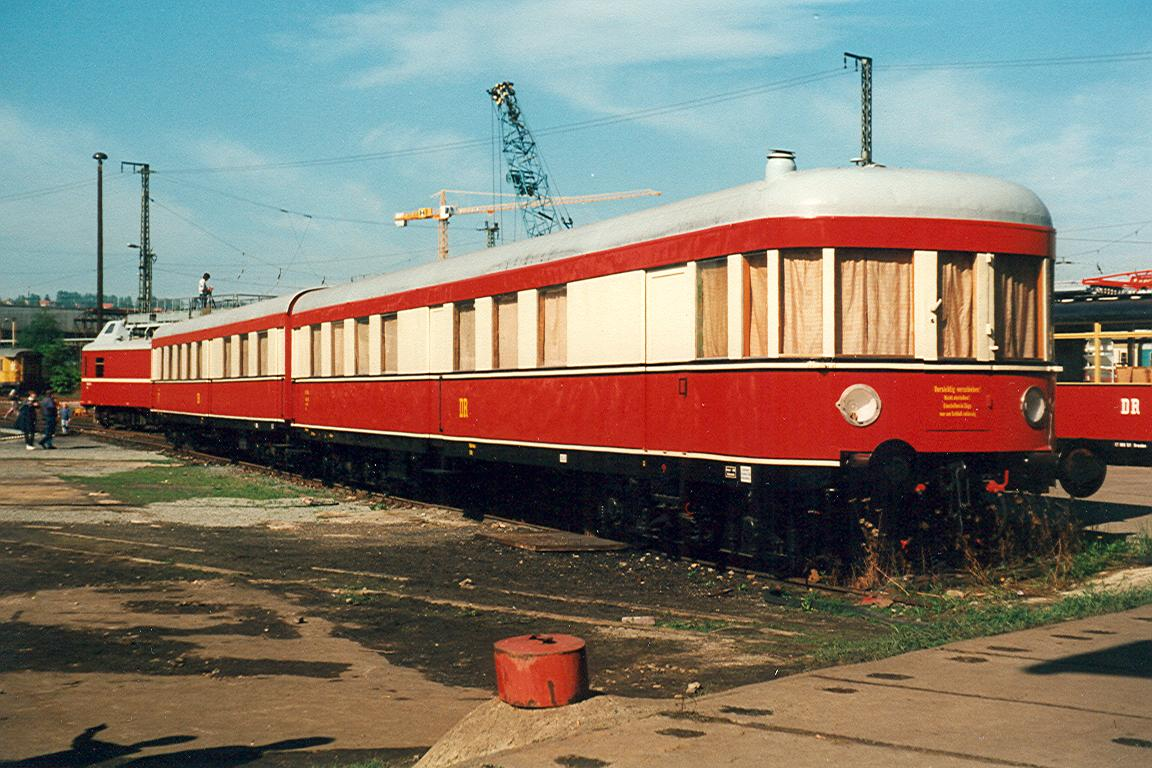
Die ersten Triebwagen mit A 12 M 319 waren die Triebwagen der Bauart Stettin

Der Motor der Deutz AG A 12 M 319 war ein schnelllaufender Dieselmotor zum Einbau in schnelle Triebwagen der Deutschen Reichsbahn. Er war zu seiner Bauzeit einer der ersten Motoren, bei denen eine Unterflurantriebsanlage mit 12-Zylinder-Viertakt-Dieselmotoren durch Boxermotoren realisiert werden konnte. Nach 1945 ist für die Motorbaureihe als Ersatz die Reihe MB 846 Bc von Daimler-Benz bekannt.

## Hintergrund
Für den Antrieb von Triebwagen hatte die Deutsche Reichsbahn bereits mit einem 180 PS (132,5 kW) leistenden Achtzylinderboxermotor der DWK gute Erfahrungen gemacht. Der Boxermotor hat den Vorteil, dass er unterflur in einen Triebwagen eingebaut werden kann und ein durchgängiger Fußboden besteht. Ein neues Triebwagenkonzept für nichtelektrifizierte Nebenbahnen sah vor, einen Motorwagen mit einem Steuerwagen zu einem 69 t wiegenden Zug zu kuppeln, für Bergstrecken waren zwei Motorwagen für einen 92-t-Zug vorgesehen. Die Züge sollten jeweils eine Geschwindigkeit von 90 km/h erreichen. Dafür war eine Motorleistung von 270 PS (198,5 kW) je Motorwagen veranschlagt worden. Die Reichsbahn beauftragte die Daimler-Benz AG, die MAN, die DWK und Deutz mit der Entwicklung eines Motors, der bei einem Hubraum von 30 Litern bei 1500 min−1  275 PS (202 kW) leistet und mit einem Abgasturbolader von Brown, Boveri & Cie. nachgerüstet werden konnte, um eine Leistung von 400 PS (294 kW) zu erbringen. Die geplante Aufladung wurde vor dem Zweiten Weltkrieg nicht mehr verwirklicht. Die Abmessungen, Kraftabnahme und Anschlüsse waren vorgegeben, um einen Austausch der Motoren verschiedener Hersteller in den Triebwagen untereinander zu ermöglichen. Alle Hersteller entwickelten entsprechende Motoren, die sich in ihren technischen Daten stark ähneln (Siehe Tabelle unten).

## Aufbau und Bauteile
Der Motor A 12 M 319 ist ein wassergekühlter und druckumlaufgeschmierter Zwölfzylinder-Dieselboxermotor mit 30,26 l Hubraum. Er ist für den flachen Einbau in den Triebwagen konzipiert. Das Gehäuse für den Motor ist aus Gusseisen, die sechs Zylinder einer Reihe mitsamt Kurbelgehäusehälfte sind in einem Block gegossen. Die nassen Laufbuchsen sind aus Gusseisen hergestellt. Die Kurbelwelle besteht aus vergütetem Chrom-Molybdän-Stahl. Sie ist siebenfach in Bleibronze (Ausführung mit Stützschale aus Stahl sowie eingeschleuderter Bronze – den sogenannten Thermodur-Lagern) im Gehäuse gelagert. Auch die Lagerung der Pleuel mit I-förmigem Schaft auf der Kurbelwelle wurde mit gleichartigen Lagern realisiert. Die Lagerung der Kolbenbolzen in den Pleuelaugen erfolgte stattdessen in einfachen Bronzelagern. Die Kolben des Motors wurden aus der Aluminium-Silizium-Legierung KS 245 hergestellt.
Die Zylinderköpfe sind je Zylinder einzeln ausgeführt und mit je vier Schrauben am Kurbelgehäuse befestigt. Die Ansaugkrümmer wurden nach oben geführt, die Abgaskrümmer nach unten, (der Abgaskanal läuft unten zwischen den Stoßstangen hindurch), sodass der Auspuff möglichst weit vom Fußboden des Triebwagens über dem Motor entfernt ist. Der Ansaugkanal grenzt direkt an die Vorkammer für die Gemischaufbereitung am Rand des Zylinderkopfes. Das Vorkammerverfahren wurde auf Grund der Unempfindlichkeit gewählt. Da der Motor mit OHV-Ventilsteuerung arbeitet, sind die hängenden und von Stoßstangen und Kipphebeln von den im Kurbelgehäuse laufenden Nockenwellen (je eine pro Zylinderbank) betätigten 60 mm-Ventile auf der der Vorkammer gegenüberliegenden Seite angebracht. Ventile und Kipphebel sind an die Druckumlaufschmierung angeschlossen, daher sind die Einspritzdüsen außerhalb der Zylinderkopfhaube montiert, was auch deren Wartung vereinfacht. Auf Grund der Platzierung außerhalb der Zylinderkopfhaube ist die Achse der Vorkammer entsprechend gegenüber der Zylinderachse für die Aufnahme der Einspritzdüse geneigt. Die Einspritzdüsen jeder Zylinderreihe werden von einer Bosch-Einspritzpumpe mit Kraftstoff versorgt, die Einspritzpumpen werden gemeinsam von einem Bosch-Motorregler angesteuert.
Der Motor wird elektrisch mit einem 18,4 kW leistenden Anlasser von Bosch gestartet. Die Kühlanlage des Motors ist unterflur angeordnet und zwangsbelüftet. Für den Betrieb des Motors sind sowohl Dieselkraftstoff als auch Braunkohlenteeröl geeignet. Die Verbrauchs- und Leistungskenngrößen ändern sich dabei nicht wesentlich, so beträgt unter Volllast und mit Braunkohleteeröl betrieben die Leistung 277 PS (203,5 kW) bei 1512 min−1 und der Verbrauch 192 g/PSh (261 g/kWh).

## Technische Daten
| Kenngröße                      | Einheit       | Wert           | Bemerkung    |
| ------------------------------ | ------------- | -------------- | ------------ |
| Nennleistung                   | kW (PS)       | 202 (275)      |              |
| Leerlaufdrehzahl               | min−1         | 600            |              |
| Nenndrehzahl                   | min−1         | 1.500          |              |
| Zylinderanzahl                 |               | 12             |              |
| Zylinderdurchmesser            | mm            | 130            |              |
| Kolbenhub                      | mm            | 190            |              |
| Hubraum                        | dm3           | 30,26          |              |
| Verdichtungsverhältnis         |               | 19:1           |              |
| mittlere Kolbengeschwindigkeit | m/s           | 9,5            |              |
| mittlerer Arbeitsdruck         | bar           | 5,4            |              |
| Einlassventildurchmesser       | mm            | 60             |              |
| Auslassventildurchmesser       | mm            | 60             |              |
| Kraftstoffverbrauch            | g/kWh (g/PSh) | 272 (200)      | bei Volllast |
| Ölvorrat                       | kg            | 70             |              |
| Motormasse                     | kg            | 2.150          |              |
| Motorlänge                     | mm            | 1.970          |              |
| Motorbreite                    | mm            | 1.710          |              |
| Motorhöhe                      | mm            | 811            |              |
| Werkstoff für Kurbelwelle      |               | Stahl vergütet |              |
| Werkstoff für Kolben           |               | KS 245         |              |
| Werkstoff für Motorgehäuse     |               | Gusseisen      |              |
| Beschaffungspreis              | RM            | 20.250         | mit Zubehör  |

Quelle:

## Vergleich mit ähnlichen Motoren
| Typenbezeichnung    | Zylinderanzahl | Bohrung | Hub    | Gesamthubraum | Verdichtungsverhältnis | Nennleistung | Nenndrehzahl | Mittlerer Arbeitsdruck | Mittlere Kolbengeschwindigkeit | Motorgewicht | Leistungsgewicht | Höhe    | Länge   | Breite  |
| ------------------- | -------------- | ------- | ------ | ------------- | ---------------------- | ------------ | ------------ | ---------------------- | ------------------------------ | ------------ | ---------------- | ------- | ------- | ------- |
| Daimler-Benz OM 807 | 12             | 138 mm  | 170 mm | 30,5 dm3      | 17 : 1                 | 202,3 kW     | 1500 min−1   | 5,3 bar                | 8,5 m/s                        | 2000 kg      | 9,9 kg/kW        | 810 mm  | 1810 mm | 1670 mm |
| DWK 12 V 19         | 12             | 130 mm  | 190 mm | 30,3 dm3      | 17,4 : 1               | 5,39 bar     | 9,5 m/s      | 2445 kg                | 12,1 kg/kW                     | 809 mm       | 2055 mm          | 1870 mm |         |         |
| KHD A 12 M 319      | 12             | 130 mm  | 190 mm | 30,3 dm3      | 19 : 1                 | 5,39 bar     | 9,5 m/s      | 2150 kg                | 10,6 kg/kW                     | 811 mm       | 1970 mm          | 1710 mm |         |         |
| MAN W 12 V 13/19    | 12             | 130 mm  | 190 mm | 30,3 dm3      | 18,6 : 1               | 5,39 bar     | 9,5 m/s      | 2460 kg                | 12,1 kg/kW                     | 810 mm       | 2200 mm          | 1900 mm |         |         |

## Mit dem Motor zur Auslieferung ausgerüstete Fahrzeuge
Mit dem Motor wurden die Triebwagen der Reihe DR 137 326 … 376 ausgerüstet. Da die Fahrzeuge während der Kriegszeit ausgeliefert wurden, sind mit ihnen keine großflächigen Versuche über Langlauf und Leistungsvermögen durchgeführt worden. Nach 1945 ist lediglich bei zwei Fahrzeugen bei der Deutschen Bundesbahn ein Ersatzmotor verwendet worden. Bei den Fahrzeugen mit originalen Motoren sind Einsätze bis Mitte der 1960er Jahre bekannt.